# 馬出圖
馬出圖（1528年—？），字羲祥，號草亭，山西遼州（今左權縣）人，明朝政治人物。

## 生平
嘉靖二十五年（1546年）丙午科山西鄉試第四名举人，三十五年（1556年）丙辰科会试六十一名，第三甲第二十四名進士。吏部观政，授直隶松江府推官，三十八年九月選授南京戶科給事中。四十一年二月升陕西按察司佥事，四十四年升贵州右参议，隆慶二年升四川副使，整饬松潘等处兵备，五年十一月升陕西苑马寺卿。萬曆五年（1577年）九月復除甘肃行太仆寺卿，八年正月升陕西洮岷兵备右参政，九年五月巡按陕西御史赵楫论劾其年老，令致仕。

## 家族
曾祖馬貴；祖父馬勤；父馬震，義官。母許氏；繼母趙氏。兄負圖（生员）、呈圖、弟献图、載圖（生员）、陳圖。